# Борова (Сухопоље)
Борова је насељено мјесто у општини Сухопоље, у Славонији, у Вировитичко-подравској жупанији, Република Хрватска.

## Историја
До територијалне организације у Хрватској насеље се налазило у саставу бивше велике општине Вировитица.

## Становништво
На попису становништва 2001. године, село је имало 810 становника. Борова је према попису из 2011. године имала 710 становника. На попису 2011. године припојено јој је бивше насеље Букова.
| Националност       | 1991. | 1981. | 1971. | 1961. |
| Хрвати             | 452   | 497   | 607   | 649   |
| Срби               | 348   | 409   | 545   | 535   |
| Југословени        | 54    | 99    | 30    | 0     |
| остали и непознато | 105   | 37    | 21    | 37    |
| Укупно             | 959   | 1.042 | 1.203 | 1.221 |

- напомене:

Од 1910. до 1981. исказивано под именом Борова Сухопољска.

## Попис 1991.
На попису становништва 1991. године, насељено место Борова је имало 959 становника, следећег националног састава:
| Попис 1991.‍  | Попис 1991.‍  | Попис 1991.‍ | Попис 1991.‍ | Попис 1991.‍ |
| ------------ | ------------ | ----------- | ----------- | ----------- |
|              |              |             |             |             |
| Хрвати       | Хрвати       |             | 452         | 47,13%      |
| Срби         | Срби         |             | 348         | 36,28%      |
| Југословени  | Југословени  |             | 54          | 5,63%       |
| Мађари       | Мађари       |             | 9           | 0,93%       |
| Чеси         | Чеси         |             | 8           | 0,83%       |
| Словенци     | Словенци     |             | 2           | 0,20%       |
| Немци        | Немци        |             | 1           | 0,10%       |
| неопредељени | неопредељени |             | 12          | 1,25%       |
| непознато    | непознато    |             | 73          | 7,61%       |
| укупно: 959  |              |             |             |             |